# Tenali
Tenali es una ciudad y  municipio situada en el distrito de Guntur en el estado de Andhra Pradesh (India). Su población es de 164937 habitantes (2011). Se encuentra a 26 km de Guntur y a 34 km de Vijayawada. 

## Demografía
Según el censo de 2011 la población de Tenali era de 164937 habitantes, de los cuales 81427 eran hombres y 83510 eran mujeres. Tenali tiene una tasa media de alfabetización del 82,75%, superior a la media estatal del 67,02%: la alfabetización masculina es del 87,02%, y la alfabetización femenina del 78,61%.